# Med Sven Hedin i österled
Med Sven Hedin i österled är en svensk-tysk dokumentärfilm från 1928 med foto av Paul Lieberenz. Filmen skildrar Sven Hedins upptäcktsresa i Asien under 1920-talets andra hälft.